# Transductor ortomodal

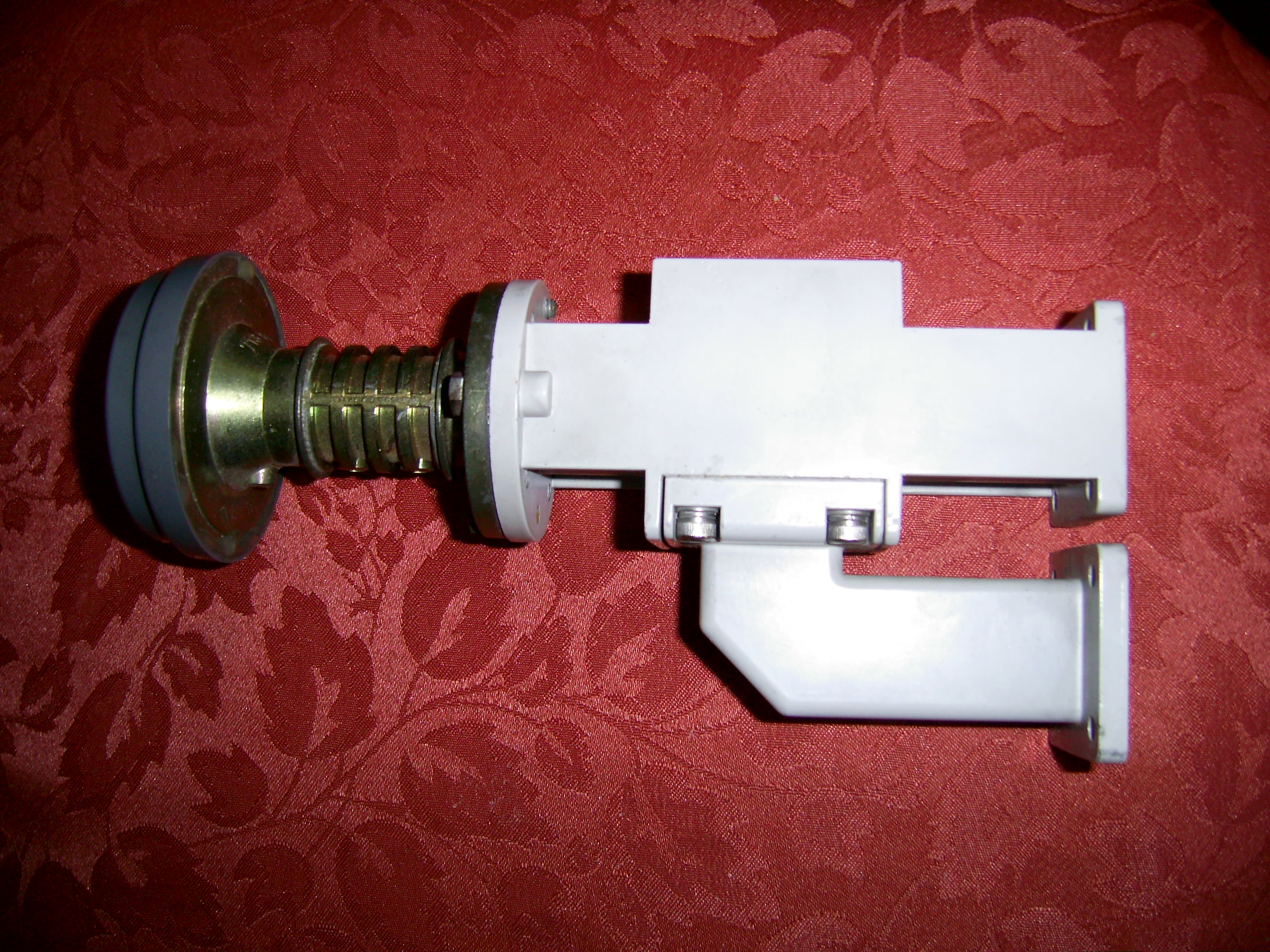
Tranductor ortomodo (Portenseigne, Francia)

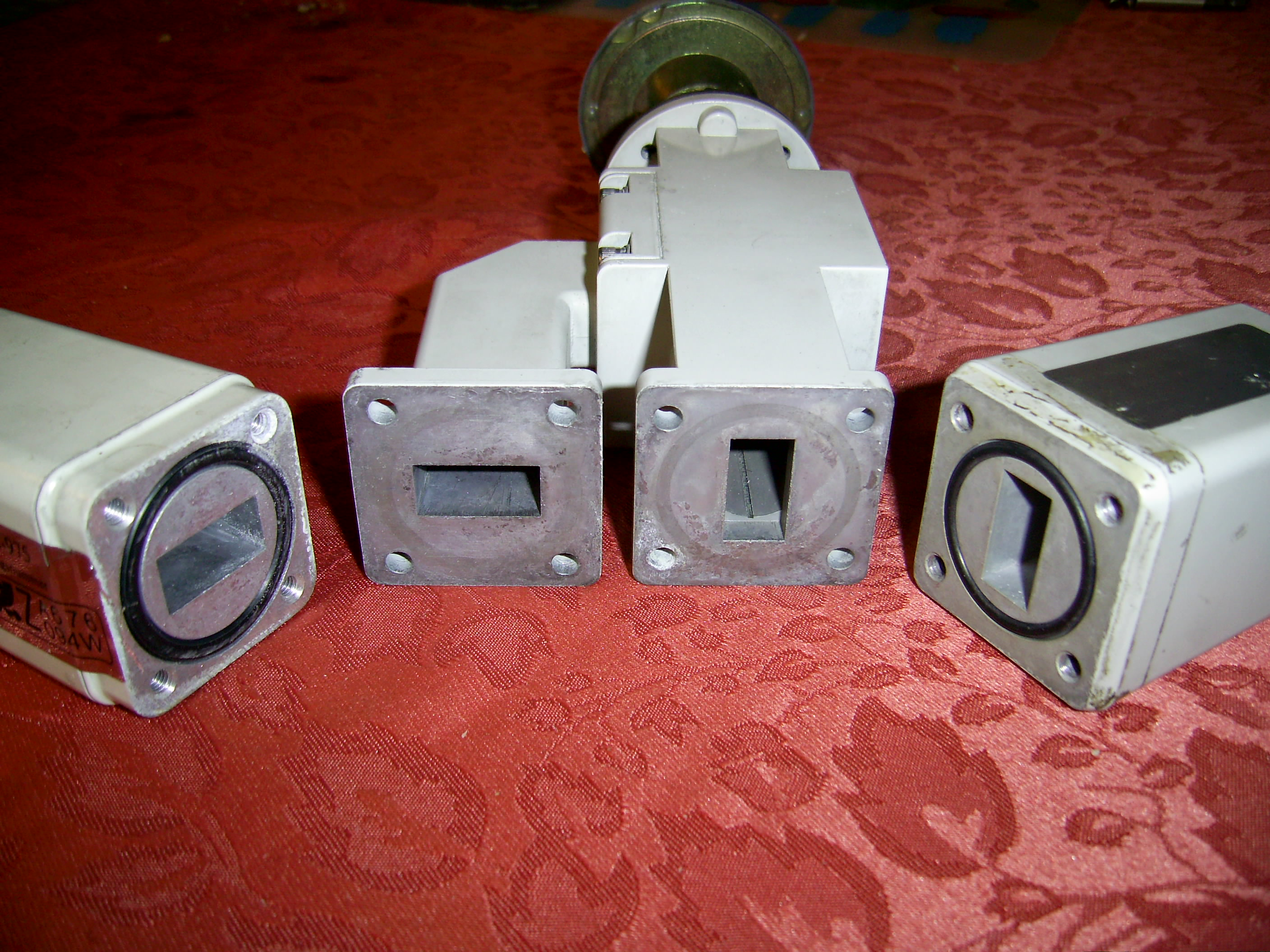
Transductor ortomodo, polaridad horizontal y vertical

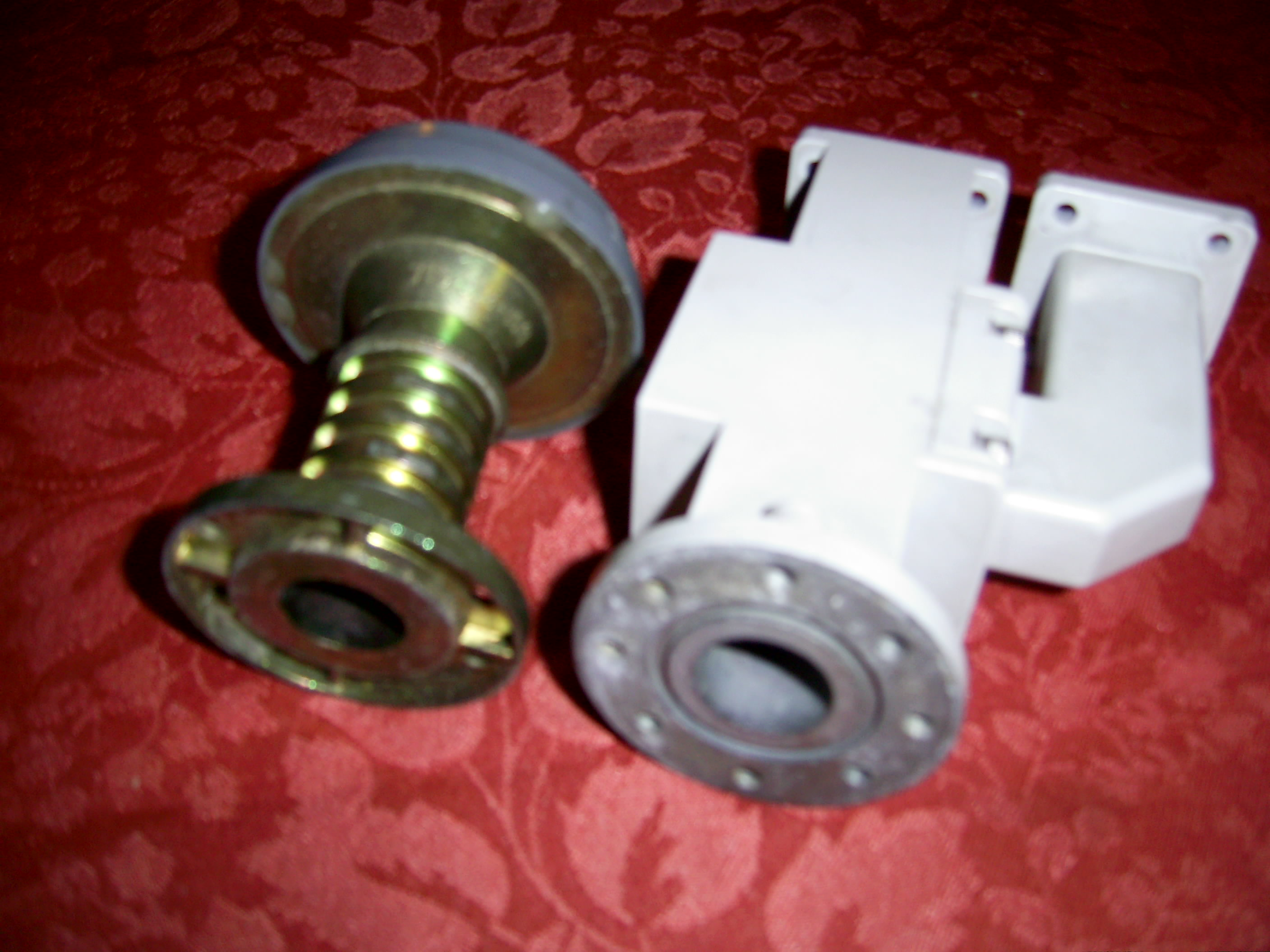
Lado de la antena del OMT

Un transductor ortomodal  o transductor ortomodo (orthomode transducer u  OMT, por sus siglas en inglés ) es un componente de conducto de microondas de la clase de circuladores de microondas. Se conoce comúnmente como un duplexor de polarización. Los transductores ortomodo sirven tanto para combinar, como para separar dos caminos de señales de microondas polarizadas ortogonalmente. Una de las rutas la forma el enlace ascendente (uplink), que se transmite a través de la misma guía de onda que el enlace descendente (downlink). Tal dispositivo puede ser parte de un alimentador de antena de VSAT terrestre o un alimentador de radio de radiocomunicación por microondas terrestre; por ejemplo, los OMTs se utilizan a menudo con una bocina de alimentación para aislar las polarizaciones ortogonales de una señal y para transferir las señales de transmisión y recepción a diferentes puertos. Se utiliza, por ejemplo, en antenas de radares polarimétricos.

## Unidad exterior
La unidad exterior (Out-door Unit o ODU, en inglés) suele estar formada por un feedhorn, OMT, BUC (Block Up-link Converter) y LNB (Low-Noise Block Down Converter).